# Mygona peoeania
Mygona peoeania är en fjärilsart som beskrevs av William Chapman Hewitson 1870. Mygona peoeania ingår i släktet Mygona och familjen praktfjärilar. Inga underarter finns listade i Catalogue of Life.